# Димитра (Гребен)
Димитра (грч. Δήμητρα) је насељено место у општини Дескати у периферији Западна Македонија, Грчка. Према попису из 2021. године било је 306 становника.
Према бугарском географу и историчару, Василу Канчову, у Димитри је 1900. године живело 130 Грка. Године 1923. насељене су 32 грчке избегличке породице, укупно 140 особа. На попису из 1928. године Димитра је имала 284 становника. Село се раније звало Арап.